# Coccolithoforen
Coccolithoforen (ook wel coccolithoforiden) zijn eencellige algen binnen de klasse Prymnesiophyceae, die behoren tot de Haptophyta. Alle coccolithoforen hebben herkenbare plaatjes van calciumcarbonaat met onduidelijke functie. Deze plaatjes worden coccolieten genoemd en zijn belangrijke microfossielen. Bijna alle coccolithoforen zijn mariene organismen en leven in de fotische zone van de oceanen. Een bekende coccolithofoor is Emiliania huxleyi.
Coccolithoforen zijn door hun grote verspreiding belangrijke indexfossielen bij stratigrafisch onderzoek. Bovendien kunnen microfossielen iets zeggen over de temperatuur en saliniteit van de oceanen in de tijd waarin ze leefden. Sommige soorten produceren alkenon, een biomarker die bruikbaar is om de temperatuur ten tijde van afzetting te berekenen.